# Geschichte der Stadt Duisburg

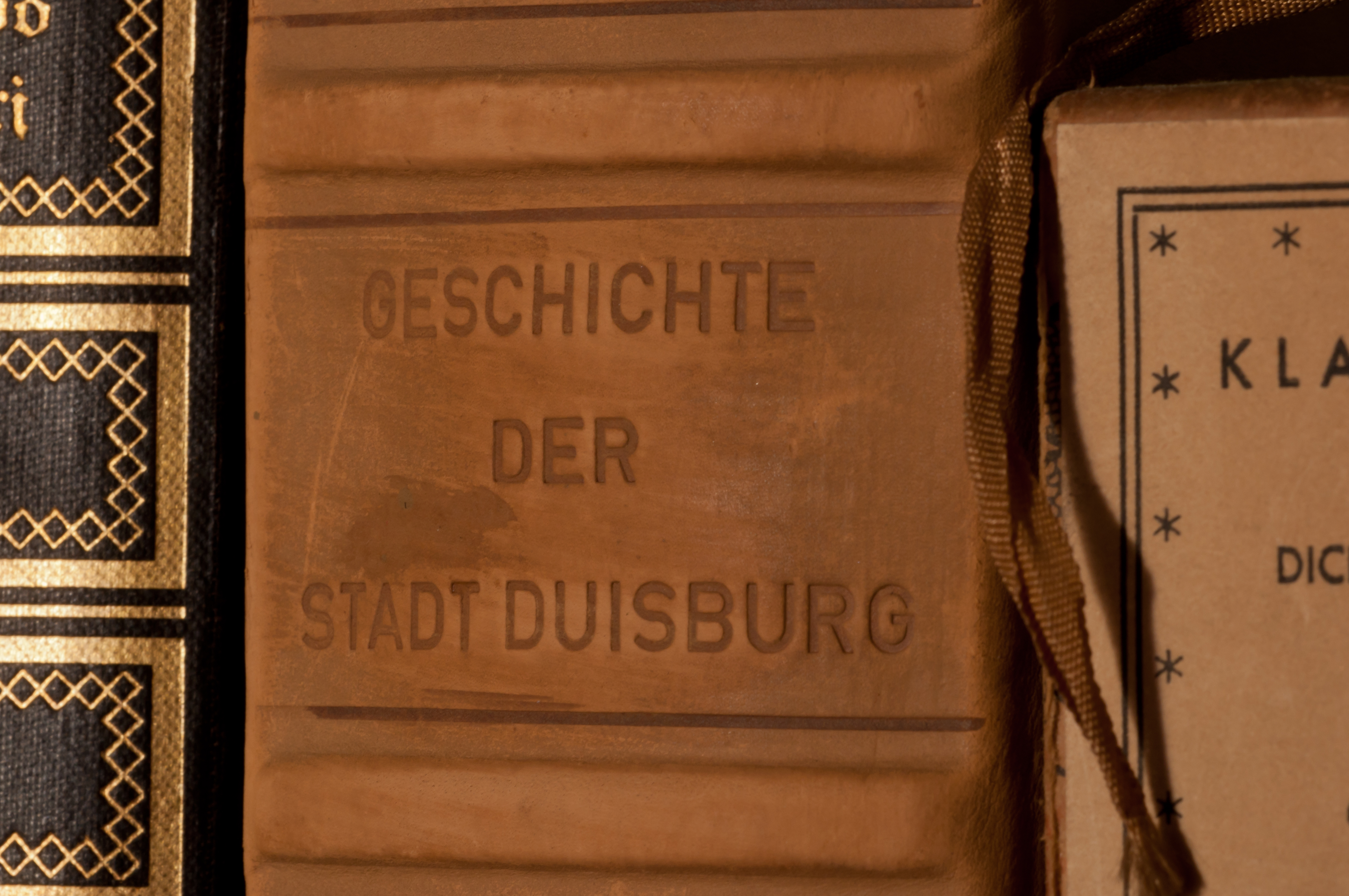
Buch über die Geschichte der Stadt Duisburg

Die Geschichte der Stadt Duisburg umfasst die Entwicklungen auf dem heutigen Gebiet der Stadt Duisburg von der ersten Besiedlung bis zur Gegenwart.

## Römische und fränkische Zeit
Intensive Ausgrabungen haben eine feste Besiedlung des hochwassergeschützten „Burgplatzes“ bereits im ersten nachchristlichen Jahrhundert nachgewiesen. Die Römer unterhielten hier eine regelmäßige Präsenz zur Sicherung des Rheinübergangs und der Ruhrmündung, die den Legionen als Brückenkopf diente. Die von Tacitus in Germania (3. Kapitel) erwähnte römische Niederlassung Asciburgium, die mit Ausgrabungen bei Asberg südlich von Moers in Verbindung gebracht wird, könnte nach Auffassung einiger Geschichtsforscher auch ein unmittelbar an dem seit der Steinzeit genutzten Westfälischen Hellweg gelegener Umschlagplatz und somit einer der antiken Bernsteinstraßen gewesen sein; in diesem Fall der von Massilia (Marseille) über Rhone und Rhein an die Nordseeküste führenden Handelsroute.
Der „Alte Markt“ war seit dem 5. Jahrhundert der zentrale Handelsplatz der Grenzstadt zum Sachsenreich im angestammten Reich der Franken, die durch ihre Lage am Hellweg und an einer Rheinfurt ausgezeichnet war. Aufgrund der günstigen geographischen Lage Duisburgs auf einer hochwasserfreien Hochterrasse am Zusammenfluss von Rhein und Ruhr hatte die Stadt eine strategisch wichtige Lage. Bereits um 740 wurde mit der Anlage eines Königshofes begonnen.
Strittig ist, ob Chlodio, der erste namentlich fassbare rex bzw. König der Salfranken, der im zweiten Viertel des 5. Jahrhunderts lebte, seinen Hauptsitz im deutschen Duisburg oder im belgischen Duisburg östlich von Brüssel hatte.

## Ersterwähnung und Name
Der Krefelder Archäologe Christoph Reichmann leitet von Ausgrabungsergebnissen und Textquellen ab, dass am Duisburger Heiligen Brunnen der vorrömische Ort der Verehrung des germanischen Gottes Deuso lag. Der später dem gallo-römischen Gott Hercules Deusoniensis geweihte Tempel von Elfrath sei nur der Ersatzkultort der von Duisburg auf die linke Rheinseite vertriebenen und romanisierten Menschen gewesen. So wurden für das Fundament des Tempels in Krefeld Steine aus der Nähe des Duisburger Heiligen Brunnens gewählt und der Hauptzuweg des Tempels ist genau auf den Heiligen Brunnen hin ausgerichtet. Ein direkter Zusammenhang von „Deusos Burg“ und Duisburg ist jedoch nicht belegt. Möglich ist auch, dass die erste Silbe des Namens der Stadt direkt auf das germanische „dheus“ zurückgeht, was „bauschend“ oder „glänzend“ bedeutet.
Die erste schriftliche Erwähnung Duisburgs wird auf 883 datiert, Quelle ist die Chronik des Regino von Prüm: die Normannen beziehungsweise Wikinger erobern Duisburg und überwintern hier. Eine weitere mittelalterliche Erwähnung des Stadtnamens erfolgte 1065: „Tusburch in pago Ruriggowe“.
Duisburggau (Diuspurgau) war die Bezeichnung des mittelalterlichen Gaues am Niederrhein.
Duisburg ist nicht der einzige Ort in Europa mit diesem Namen. Ein Ortsteil von Tervuren in Belgien trägt denselben Namen. In der niederländischen Provinz Gelderland gibt es eine Stadt namens Doesburg, wobei die Etymologie zu mnl. dôse (Sumpfgebiet) oder dust (Unterholz) + -burg führt. Ein Stadtteil Bonns nennt sich Duisdorf. In der niedersächsischen Gemeinde Bawinkel im Emsland befindet sich das Dorf Duisenburg. Ebenfalls trägt ein Berg bei Bad Driburg, südlich von Donhausen, den Namen Düsenberg. Auch weitere geographische Objekte tragen ein ‚Duis‘ im Namen, wie der Hügel Duisbergkopf im Quellgebiet der Wurm bei Aachen und der Düesberg in Münster.
Möglich ist auch, dass es sich bei Duisburg um das in den „Zehn Büchern Fränkischer Geschichte“ des Bischofs Gregor von Tours genannte römische rechtsrheinische Dispargum handelt, von wo aus die Franken ihre Eroberungszüge in linksrheinisch gelegenes römisches Gebiet führten. In den schriftlichen Erläuterungen zum Corputius-Plan des Jahres 1566 wird die Identität von Dispargum mit Duisburg noch als selbstverständlich angenommen.

## Mittelalter und Frühe Neuzeit

### Königshof – Freie Reichsstadt – zur Grafschaft Kleve
Am Ende des 9. Jahrhunderts war Duisburg von den Raubzügen der Wikinger in den Rheinlanden betroffen. Im Sommer 882 wurde die Stadt von einem Heer unter Führung eines Godefried (Herzog von Friesland) erobert und anschließend besetzt. Zwei Jahre später gelang die Rückeroberung der Wikingerfeste durch ostfränkische Truppen unter Graf Heinrich von Babenberg. 885 kehrte das Wikingerheer zurück, wurde aber von Babenbergs Truppen in einen Hinterhalt am Rheinufer gelockt und vollständig aufgerieben.
Im 10. Jahrhundert wurde der Königshof zu einer Königspfalz ausgebaut. 929 fand in der Stadt unter König Heinrich I. eine Reichssynode statt, 944 rief Otto der Große die Lehensmänner von Franken und Lotharingen in Duisburg zusammen. Zwischen 929 und 1129 sind insgesamt 17 Königs- und Kaiseraufenthalte in Duisburg belegt. Bei der eigenwilligen Königswahl von 1002 versöhnte sich hier Heinrich II. mit dem Kölner Erzbischof. Von etwa 950 bis 1045 stand Duisburg mit Kaiserswerth im Besitz der Ezzonen. Der Pfalzgraf zu Aachen vertrat in der Stadt die königlichen Interessen, bis der König um 1045 Duisburg als Reichsgut anerkannte und einen Reichsvogt als königlichen Verwalter einsetzte.
Um das 10. Jahrhundert begann man in Duisburg mit der Prägung von Pfennigen auf Kölner Schlag. Von Konrad II. (1024–1039), Heinrich III. (1039–1056) und Heinrich IV. (1056–1105) liegen Duisburger Pfennige mit selbständigen Münzbildern vor. Als typisch gilt das gut geschnittene Profilbild des Kaisers und die Anordnung des Stadtnamens „DI – VS – BV – RG“ in Kreuz- oder Kreisform. Einige der Pfennige scheinen auf der Rückseite das Bild einer weltlichen Anlage der Pfalz zu zeigen. Im 11. Jahrhundert gelangte eine Münze aus Duisburg bis auf die Färöer, wie der Münzfund von Sandur belegt. Der Vertrag vom 29. Mai 1173 zwischen Kaiser Barbarossa und Graf Philipp von Flandern bezeugt, dass in Duisburg schwere Pfennige des Kölner Fußes noch im 12. Jahrhundert geprägt wurden. 1190 wurde dann zwischen Heinrich VI. und dem Kölner Erzbischof Philipp I. von Heinsberg vereinbart, dass in der Diözese Köln nur zwei Münzstätten unterhalten werden sollten, jene in Duisburg und eine in Dortmund. Im 12. Jahrhundert bricht die Duisburger Münzreihe ab.

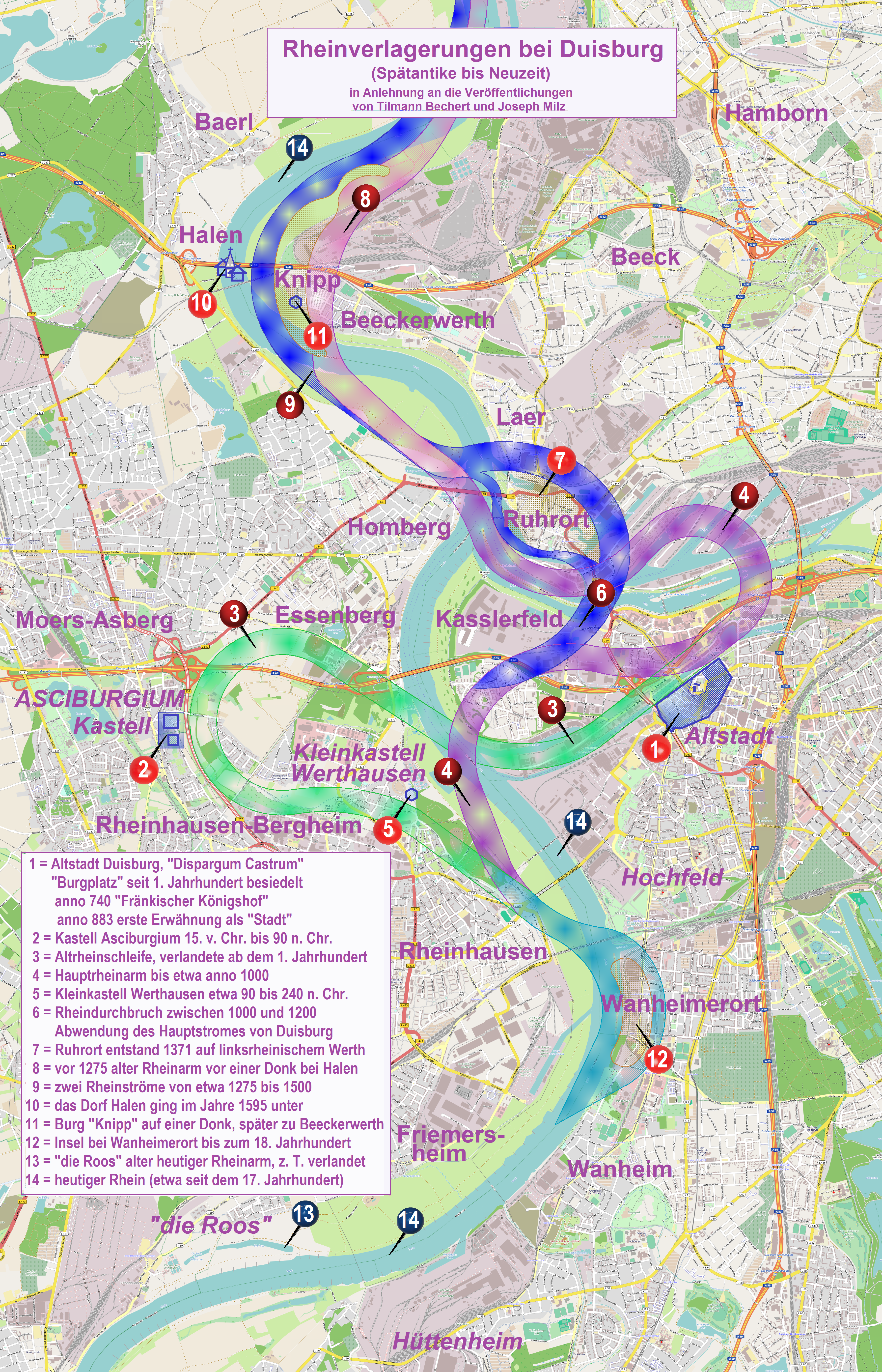
Wichtige Rheinverlagerungen von der Spätantike bis zur Neuzeit

Der Rhein begann um 1000 seinen Hauptstrom von Duisburg weg zu verlagern, der so entstandene Altrheinarm blieb aber noch lange Zeit schiffbar. 1120 wurde eine Stadtbefestigung gebaut. Fünf Jahre später besuchte Heinrich V. die Stadt. Der Johanniterorden gründete vor dem südlichen Tor der Stadt 1145 seine erste deutsche Niederlassung. Eine weitere Aufwertung erfuhr der Ort, als Kaiser Friedrich Barbarossa Duisburg 1173 das Recht gewährte, jährlich zwei vierzehntägige Tuchmessen abzuhalten.
Durch Vermittlung des Kölner Erzbischofs Konrad von Hochstaden schloss die Reichsstadt Duisburg sich 1248 dem Gegenkönig Wilhelm von Holland an. 1272 erfolgte die Weihe der ersten Liebfrauenkirche „Maria in den Himmel aufgenommen“ am Rande des Burgplatzes. Wegen des anliegenden Klosters wurde sie auch Minoritenkirche genannt. Laut einer Urkunde von König Lothar III. war Duisburg 1279 Stadt. Eine Lateinschule entstand 1280, aus der später das Landfermann-Gymnasium hervorging.
Bis 1290 war Duisburg reichsfreie Stadt, dann wurde sie von König Rudolf von Habsburg gegen 2000 Mark Silber als Mitgift an den Grafen Dietrich von Kleve verpfändet. Diese Verpfändung änderte 1314 der Deutsche König Ludwig der Baier für 1000 Mark vom Grafen von Kleve auf Graf Adolf VI. von Berg. Allerdings gehörte Duisburg bereits vor 1392 wieder zur Grafschaft Kleve, die 1417 zum Herzogtum aufstieg.

### Wirtschaftliche Stagnation und Reformation

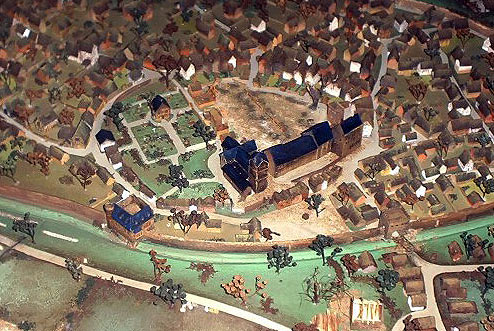
Duisburg im Mittelalter (Modellaufnahme)

Durch die im 13. und 14. Jahrhundert zunehmende Verlandung des toten Rheinarms wurde der Aufwärtstrend der wirtschaftlichen Entwicklung unterbrochen. Von einer prosperierenden mittelalterlichen Stadt am Rhein, die Unterstützung durch deutsche Könige und Kaiser des Heiligen Römischen Reiches erfuhr, die Mitglied des Rheinischen Städtebundes war und als Kaufmannsstadt Handelsbeziehungen mit London, Antwerpen, Brüssel und anderen bedeutenden Handelsorten hatte, entwickelte sich Duisburg nach der Jahrtausendflut 1342, auch als Magdalenenhochwasser bekannt, zu einer unscheinbaren Ackerbürgerstadt. Das Jahrtausendhochwasser verteilte sehr große Mengen an Sedimenten im Überschwemmungsgebiet. Auch Duisburg war 1349 vom Schwarzen Tod, einer großen europäischen Pandemie mit dem Pesterreger Yersinia pestis, betroffen. Etwa im 14. Jahrhundert verlandete dann der tote Rheinarm vollends, wodurch die Stadt vom Rhein abgeschnitten war und die Zollfreiheit verlor. Die Duisburger Messen gingen auf Frankfurt am Main über. 1407 wurde Duisburg noch Mitglied der Hanse.
Ein Überfall der Truppen des Kölner Erzbischofs während der Soester Fehde konnte 1445 abgewehrt werden.
Von 1474 bis 1517 verfasst der Duisburger Geistliche Johann Wassenberch eine Chronik in niederfränkischer Sprache, die als „Duisburger Chronik“ bekannt ist.
Eine seit dem 12. Jahrhundert erwähnte jüdische Gemeinde bestand bis zum Pestjahr 1349/1350. Seit dem 15. Jahrhundert werden wieder Juden in Duisburg erwähnt. Eine Synagogengemeinde entstand aber erst gegen Ende des 18. Jahrhunderts wieder.
Duisburg gehörte im Mittelalter erst zum Bistum Lüttich, später zum Erzbistum Köln. Nach der Reformation in Duisburg blieben die verbliebenen Katholiken weiterhin beim Erzbistum Köln. Während der Hexenverfolgungen von 1513 bis 1561 in Duisburg waren 13 Menschen von Hexenprozessen betroffen. 1543 wurde auf Beschluss des Rates der Stadt im evangelischen Sinne gepredigt und in den Folgejahren auch das Abendmahl in beiderlei Gestalt („Brot und Wein“) gefeiert, so dass bis 1555 die Reformation endgültig eingeführt war. Vorherrschend war ab 1579 das reformierte Bekenntnis, Duisburg und Wesel bildeten die reformierten Zentren im Herzogtum Kleve. 1610 wurde in der Duisburger Salvatorkirche der Synodalverband der reformierten Gemeinden Jülich, Kleve und Berg gegründet, zu dem auch die Gemeinde in Duisburg gehörte. Die Gegenreformation konnte sich im Dreißigjährigen Krieg nicht durchsetzen. Erst 1727 bildete sich wieder eine lutherische Gemeinde. Beide Konfessionen vereinigten sich 1891 zur unierten Gemeinde von Duisburg.
Der Klever Herzog betrieb beim Papst die Gründung einer Landesuniversität seit 1555. Vorerst nahm 1559 ein Akademisches Gymnasium unter Heinrich Castritius den Betrieb auf. Der Kartograf Gerhard Mercator ließ sich 1552 mit seiner Familie in Duisburg nieder und unterrichtete dort von 1559 bis 1562. 1566 vollendete Johannes Corputius den farbigen Stadtplan. Die Alte Universität Duisburg wurde schließlich 1655 eröffnet und bestand bis 1818.

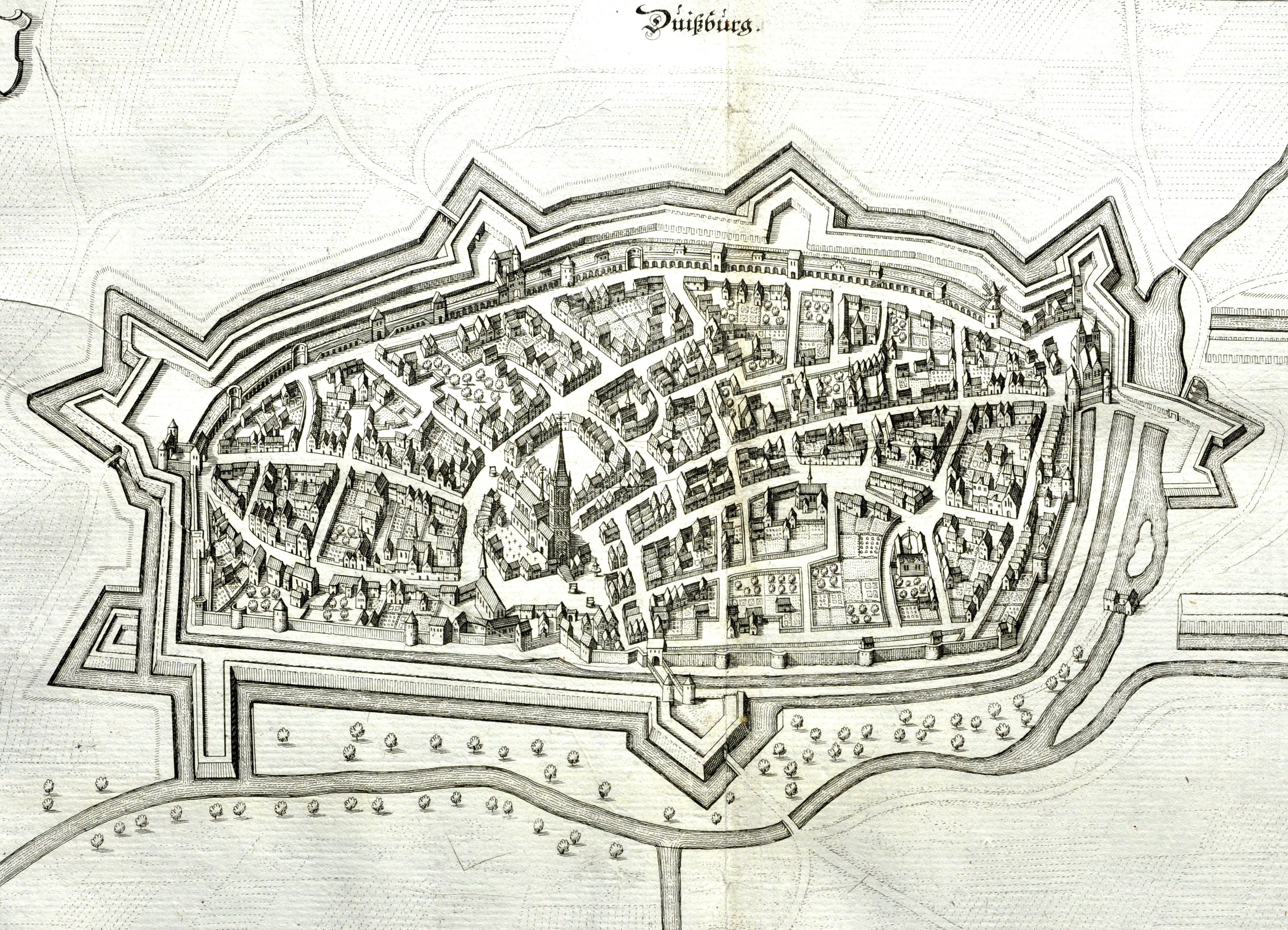
Duisburg 1647, Kupferstich Matthäus Merian

Im Jahre 1610 wurde in Düren die Duisburger Generalsynode vorbereitet. Dieses auch als Erste Reformierte Generalsynode bezeichnete Kirchentreffen fand am 7. September desselben Jahres in der Duisburger Salvatorkirche statt. Die Synode gilt als Geburtsstunde der Evangelischen Kirche im Rheinland.
1614/66 fiel Duisburg mit dem Herzogtum Kleve an Brandenburg-Preußen. 1674 verbot Kurfürst Friedrich Wilhelm der Stadt, sich weiterhin als Reichsstadt zu bezeichnen. Um 1675 gab es eine regelmäßige Schiffsverbindung mit Nimwegen (Börtschifffahrt). 1693 erteilte der Rat dem Weber Heinrich Wintgens die Genehmigung einer Manufaktur.

## 18. Jahrhundert und Industrialisierung
Im preußischen Absolutismus gingen Rechte verloren, 1713 verbot Friedrich Wilhelm I. den klevischen Städten, Ratsherren und Bürgermeister zu wählen. Auf der anderen Seite wurde die Wirtschaft merkantilistisch gefördert, 1716 wurde das erste Hafenbecken in Ruhrort gebaut. Die erste Ausgabe des „Duisburger Intelligenzblattes“ erschien 1717, Johann Gerhard Böninger gründete 1763 die erste Tabakfabrik in Duisburg. Die Ruhr wurde ab 1770 zur Schifffahrtsstraße ausgebaut.

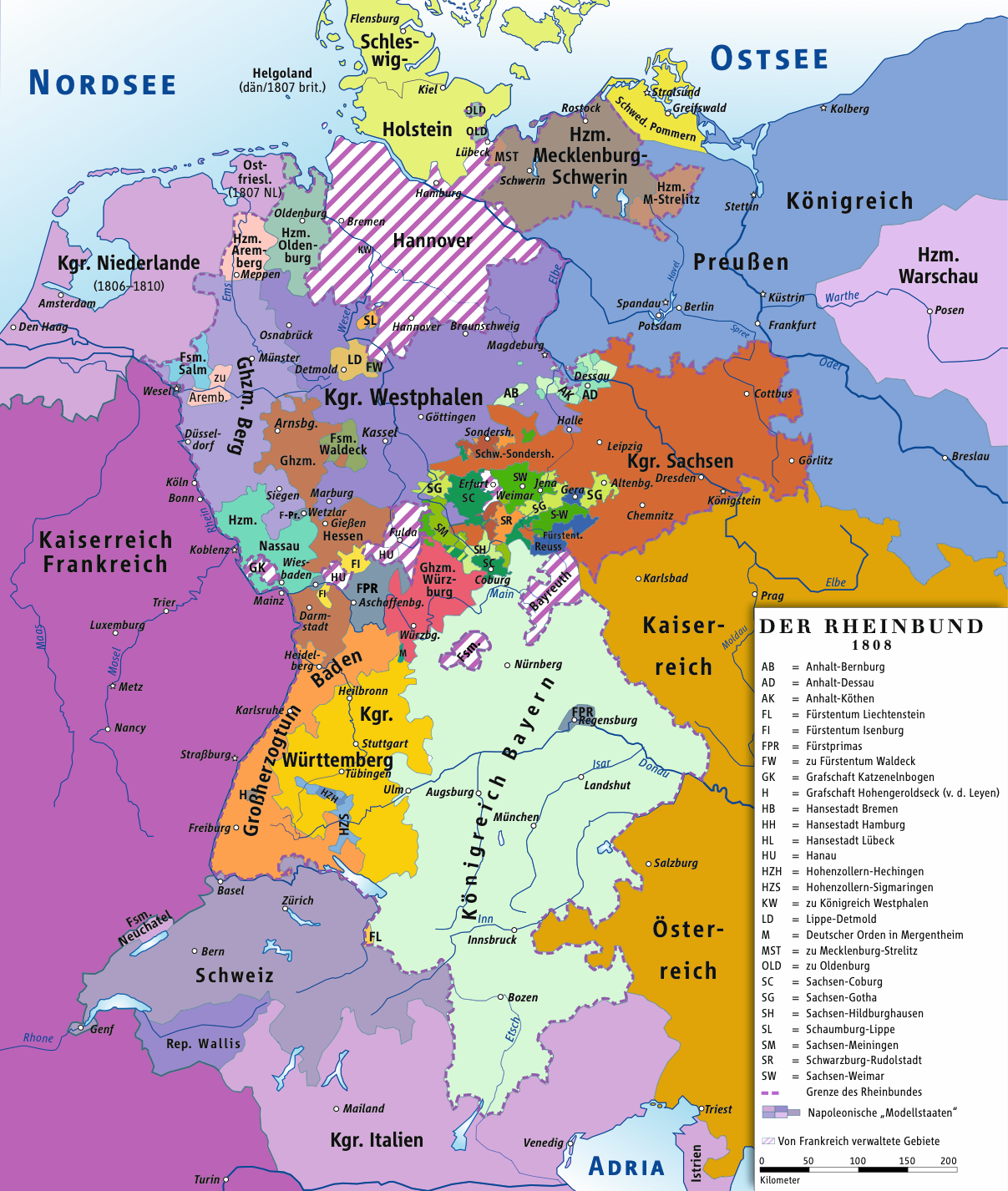
Deutschland in der napoleonischen Zeit (1808)

Als Teil der rechtsrheinischen Gebiete des ehemaligen, bereits 1795 annektierten Herzogtums Kleve wurde Duisburg 1806 französisch. Das neue Gebiet wurde unter Napoleon vorübergehend dem Großherzogtum Berg zugeschlagen, die französische Fremdherrschaft endete 1813, Duisburg wurde wieder preußisch. Nach dem Wiener Kongress 1815 zunächst der Klever Regierung unterstellt und im Zuge der Preußischen Verwaltungsgliederung dem Landkreis Dinslaken in der preußischen Provinz Jülich-Kleve-Berg zugeordnet, wurde Duisburg bereits 1822 mit der Provinz Großherzogtum Niederrhein zur Rheinprovinz vereinigt. 1818 wurde die alte Universität Duisburg aufgelöst. Ein Jahr nach der Vereinigung der Regierungsbezirke Kleve und Düsseldorf wurde 1823 aus den Landkreisen Dinslaken und Essen der neue Landkreis Duisburg gebildet.
Friedrich Wilhelm Curtius baute 1824 eine Schwefelsäurefabrik, womit die Industrialisierung im größeren Maßstab begann. 1828 eröffnete Franz Haniel in Ruhrort eine Werft für Dampfschiffe, 1837 folgte die Gründung der Sodafabrik E. Matthes & Weber. Der bis 1832 gebaute Rheinkanal verband die Stadt wieder mit der Rheinschifffahrt. Das Kuhtor wurde 1833 als letztes der ehemals vier großen Duisburger Stadttore abgerissen. 1846 erreichte die Stammstrecke der Köln-Mindener Eisenbahn-Gesellschaft Duisburg, im Folgejahr wurde die Weiterführung der Strecke durch das nördliche Ruhrgebiet bis Minden fertiggestellt. Mit Gründung der Niederrheinischen Hütte 1851 begann die Eisen- und Stahlindustrie in der Stadt. Es folgten 1852 die Hütte „Phoenix“ in Ruhrort und 1854 die Hütte „Vulkan“. Der erste Bergbauschacht in der Stadt entstand 1855 mit der Abteufung des Schachtes „Java“. Zwei Jahre später wurde die Niederbringung des Schachtes „Ruhr und Rhein“ in Ruhrort eingeleitet. Die Firma Harkort gründete 1860 eine Niederlassung in Hochfeld. Aus der Brückenbaufirma ging später die Demag hervor. 1870 wurden die Rheinischen Stahlwerke in Meiderich gegründet, ein Jahr später begann die Kohlenförderung in der Zeche Westend. In Hamborn entstand die Gewerkschaft Deutscher Kaiser, die 1876 mit der Kohlenförderung begann.
Duisburg und Essen schieden 1873 aus dem Landkreis Duisburg aus und wurden Stadtkreise. 1876 erfolgte die Gründung der Duisburger Kupferhütte. Die erste Pferdestraßenbahn wurde 1881 zwischen Duisburg und Ruhrort eröffnet. Am 16. November 1886 folgte die feierliche Eröffnung der Tonhalle Duisburg. Die Duisburger Getreidebörse entstand 1892. Die erweiterte Liebfrauenkirche wurde 1896 geweiht, nachdem die zu klein gewordene Kirche von 1272 einen kolossalen Neubau erhalten hatte und die alte Liebfrauenkirche als Seitenschiff integriert worden war. Im gleichen Jahr wurde die erste elektrische Straßenbahnlinie in Betrieb genommen. Auf dem Kaiserberg wurde 1898 das Reiterstandbild Kaiser Wilhelms I. enthüllt.
1901 entstand in Ruhrort die Schifferbörse. Ein Jahr später wurde der Meidericher Spielverein 02 gegründet, heute MSV Duisburg. Meiderich, Ruhrort und Duisburg wurden 1905 zur Stadt Groß-Duisburg zusammengeschlossen. Zwei Jahre später konnte die Rheinbrücke zwischen Ruhrort und Homberg dem Verkehr übergeben werden. 1911 schied Hamborn, ein Zentrum der deutschen eisenschaffenden Industrie und ein späterer Stadtteil Duisburgs, aus dem Landkreis Dinslaken aus und wurde mit bereits 103.000 Einwohnern Stadtkreis. Das Duisburger Stadttheater wurde am 7. November 1912 feierlich eingeweiht. Im Juli 1917 wurde Duisburg Ziel feindlicher Luftangriffe, bei denen jedoch keine Menschen zu Schaden kamen. Die Behörden trafen Luftschutzmaßnahmen, Luftangriffe bildeten jedoch im Ersten Weltkrieg eine Ausnahme. 1918 übernahmen auch in den Städten des Ruhrgebiets Arbeiter- und Soldatenräte die Macht. Auf der Zeche Gewerkschaft Deutscher Kaiser in Hamborn brachen wilde Streiks aus, die sich ins gesamte Ruhrgebiet ausbreiteten.

## Weimarer Republik

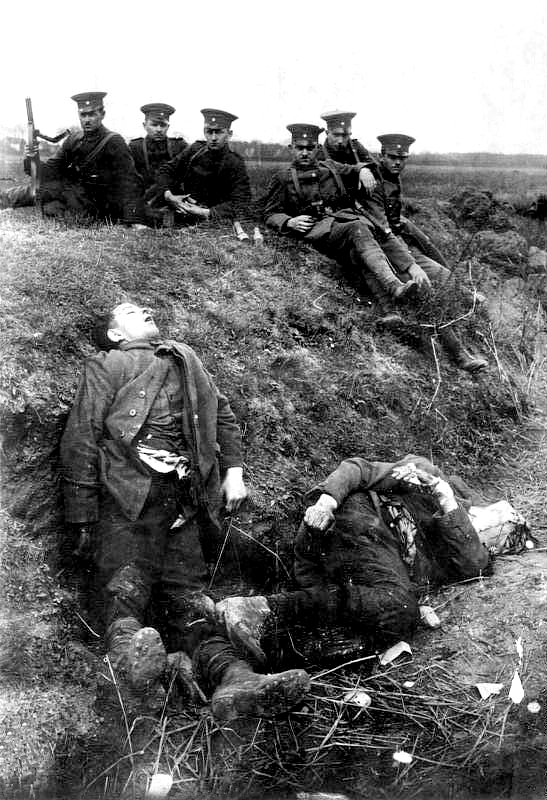
Erschossene Kämpfer der Roten Ruhrarmee 1920 bei Möllen/Duisburg

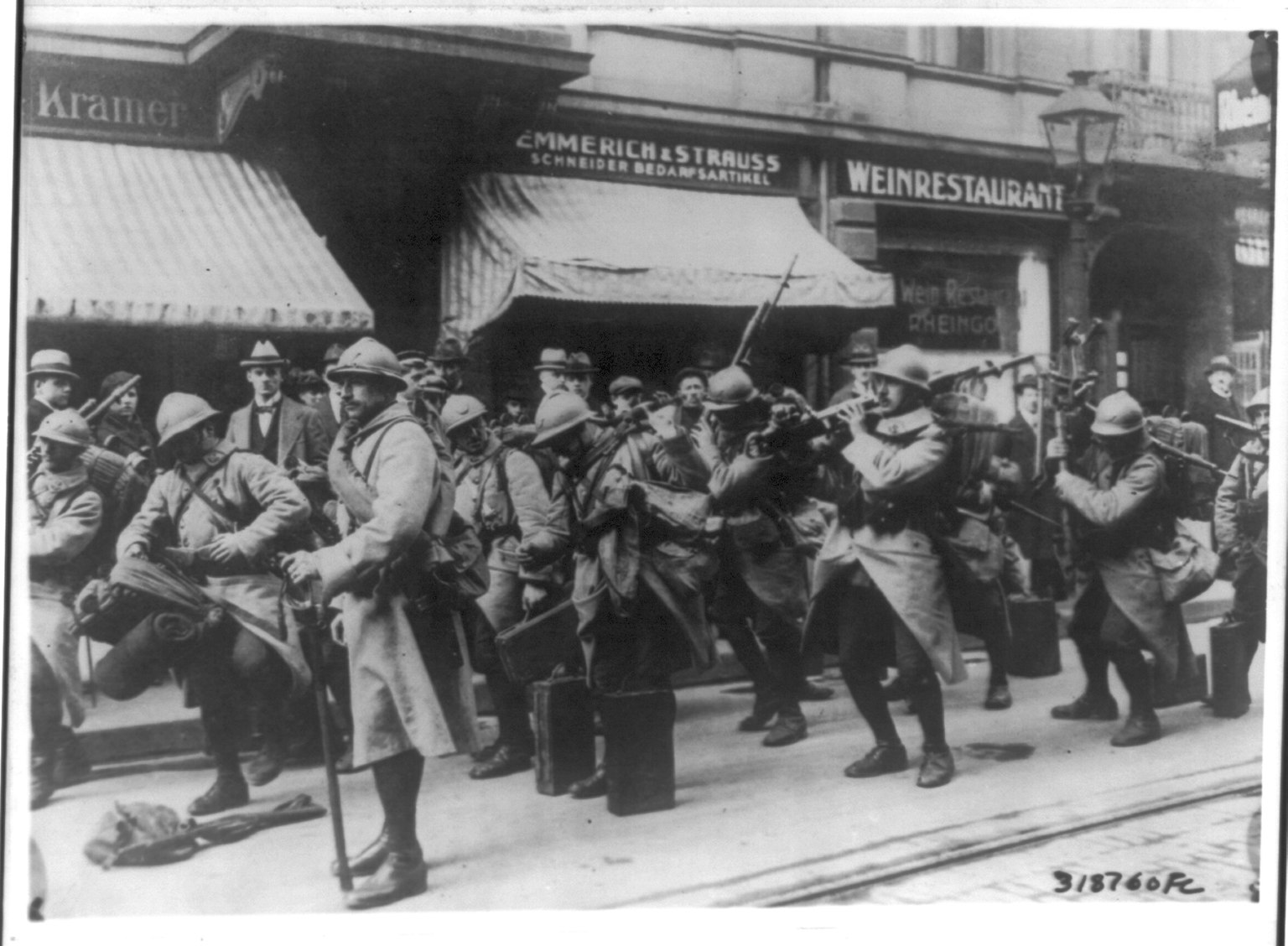
Französische Truppen während der Ruhrbesetzung

1920 kam es im Ruhrkampf zu blutigen Gefechten zwischen Reichswehr und Freikorps mit der Roten Ruhrarmee. Am 8. März 1921 rückte das französische Infanterie-Regiment 168 in die Städte Duisburg und Düsseldorf wegen ausstehender Reparationen ein. Mit der Besetzung Duisburgs sicherte sich Frankreich eine Schlüsselstellung für die Besetzung des übrigen Ruhrgebiets. Die Versammlungsfreiheit wurde aufgehoben und die Duisburger Presse unterlag einer Zensur. Von den Brückenköpfen Duisburg und Düsseldorf aus begannen französische und belgische Truppen im Januar 1923 mit der Besetzung des übrigen Ruhrgebiets. Die Duisburger Untergruppe der Separatistengruppe „Rheinischer Unabhängigkeitsbund“ rief am 22. Oktober die „Rheinische Republik“ aus. Franzosen und Belgier beendeten am 29. November die Herrschaft der Duisburger Separatisten. Erst im September des Jahres 1925 verließen die letzten französischen Truppen das Duisburger Stadtgebiet nach dem Abschluss des Dawes-Plans.
Der Oberbürgermeister Karl Jarres (DVP) wollte Duisburg großzügig und kulturell ausbauen. Bochum und Duisburg vereinigten sich 1921 zu einer Theatergemeinschaft, Intendant wurde der progressive Saladin Schmitt, Duisburg hieß zeitweise „Bayreuth des Niederrheins“. 1921 vereinigten sich der Duisburger Fußballclub von 1899 und der Turnverein von 1848 zum Duisburger Turn- und Sportverein von 1848/90, der der erfolgreichste Fußballverein des Ruhrgebiets in den 1920er Jahren wurde. Das Wedau-Schwimmstadion auf dem ehemaligen Krupp-Gelände im Duisburger Südosten wurde 1926 eröffnet, der Bahnhof 1928 begonnen.

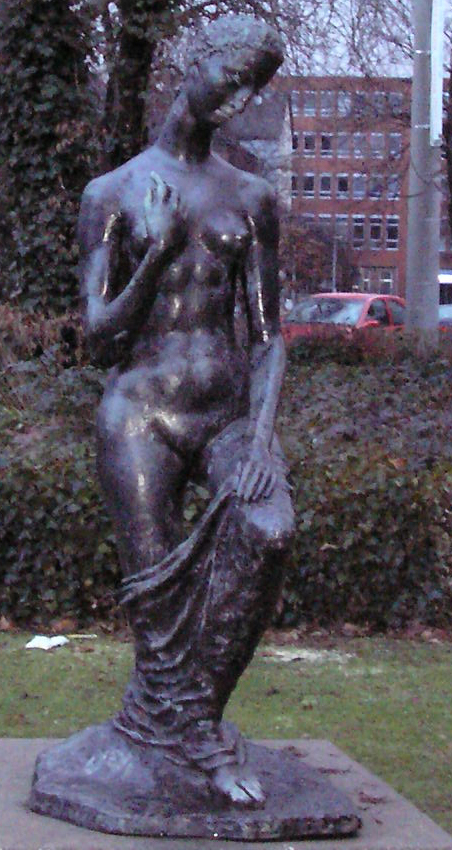
W. Lehmbruck, Knieende, 1911 / Abguss 1925

Vor dem repräsentativen Hotel „Duisburger Hof“ (heute Wyndham) wurde 1925 Wilhelm Lehmbrucks berühmte Skulptur „Kniende“ ausgestellt. 1919 hatte der Duisburger Bildhauer in Berlin Selbstmord begangen. In der Nacht vom 27. auf den 28. Juli 1927 beschädigten vier junge Kaufleute die Skulptur schwer. Die Skulptur wurde 1937 als Entartete Kunst ausgestellt. weil sie das Schamgefühl verletze.
Während der Weltwirtschaftskrise kletterte die Arbeitslosigkeit auf den reichsweit höchsten Prozentsatz von 34,1 Prozent, die Steinkohleproduktion in Hamborn erreichte 1932 nur noch 59 % von 1929. Die Stahlhütte in Duisburg-Ruhrort-Meiderich schloss 1932 mit mehr als 6.000 Arbeitern und modernster Technik.
1929 wurden die Stadtkreise Duisburg und Hamborn zum neuen Stadtkreis Duisburg-Hamborn zusammengelegt, der 1935 in Stadtkreis Duisburg umbenannt wurde.

## Nationalsozialismus und Zweiter Weltkrieg
Duisburg gehörte zum NS-Gau Essen. Friedrich Neven saß ab 1930 für die Partei im Duisburger Stadtrat. Die „Alten Kämpfer“ Ernst Kelter, Just Dillgardt und Hermann Freytag waren die NS-Oberbürgermeister von 1933 bis 1945. Die Stadt war ein Zentrum des frühen Widerstands gegen den Nationalsozialismus. Geprägt durch Bergbau und Schwerindustrie gab es eine breite und gewerkschaftlich organisierte Arbeiterschaft. Die stärksten Widerstandsaktionen in Duisburg gingen von sozialdemokratischen und kommunistischen Gruppen aus. Bekannt ist die Widerstandsgruppe der Brotfabrik Germania. Der Rheinhausener Bergmann Johann Esser dichtete als Häftling 1933 das „Lied der Moorsoldaten“. Der spätere Oberbürgermeister August Seeling (SPD) wurde inhaftiert, der Stadtrat Gottfried Könzgen (Zentrum) kam im KZ um.
In der Reichspogromnacht im November 1938 zerstörten Nationalsozialisten die große Duisburger Synagoge in der Junkerstraße. Vergleiche Liste der Stolpersteine in Duisburg.
Unter anderem am 12./13. Juni 1941 warfen britische Maschinen 445 Tonnen Bomben ab. In der Bombennacht des 6. September 1942 wurde die Tonhalle Duisburg unwiederbringlich zerstört. Ein Jahr später äscherten 577 britische Bomber am 12./13. Mai die gesamte Innenstadt von Duisburg mit 1599 t Bomben ein und machten 96.000 Menschen obdachlos.

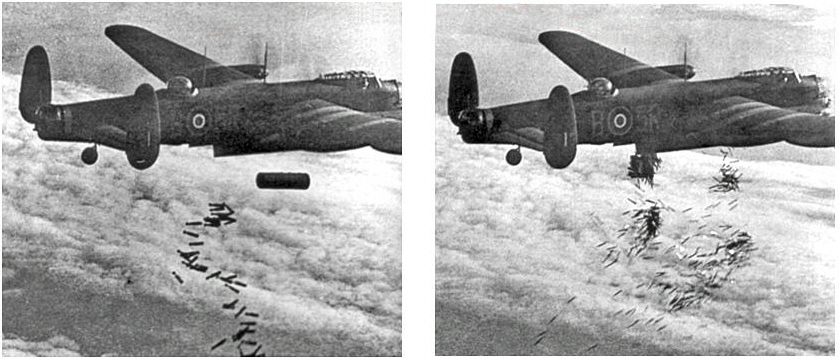
Eine Lancaster wirft am 14. Oktober 1944 eine Luftmine und 108 30-Pfund-Brandbomben (links) sowie 1170 4-Pfund-Stabbrandbomben (rechts) auf Duisburg ab.

1944 erlitt die Gesamtstadt die schwersten Schäden, als unter anderem am 22. Mai über 2000 Tonnen Bomben fielen, eine Menge, die am 14./15. Oktober noch mehr als vervierfacht wurde, als in drei Angriffswellen jeweils mehr als 1000 Halifax, Lancaster und Mosquito-Bomber über Duisburg erschienen. Es folgten zahlreiche weitere Großangriffe in ähnlicher Größenordnung. Im letzten Kriegsjahr kamen zu den Bombenschäden die Zerstörungen während des Endkampfes um die Stadt, die am Nordwestrand des Ruhrkessels lag und seit Ende Februar 1945 mit Artillerie beschossen wurde. Während für den Norden der Stadt am 28. März der Krieg vorbei war, endete der Krieg in den südlich der Ruhr gelegenen Stadtbereichen erst am 12. April 1945 mit dem Einmarsch Angehöriger der 17th Airborne Division, einem Teil der 9th US Army.

## Nachkriegszeit und Gegenwart
Die erste demokratische Kommunalwahl nach dem Zweiten Weltkrieg fand 1946 statt. Auf der Demontageliste der Alliierten standen 1947 die August-Thyssen-Hütte, die Niederrheinische Hütte und andere Werke. Drei Jahre später wurde die Duisburg-Rheinhausener Rheinbrücke eingeweiht und das Duisburger Stadttheater wieder eröffnet. 1956 begann der Bau der Nord-Süd-Straße, die den Norden mit dem Süden der Stadt verbinden sollte. Das erste Teilstück wurde im März 1957 eröffnet. Nach der Zerstörung der historischen Liebfrauenkirche im Jahre 1942 wurde 1961 an anderer Stelle, im neuen Stadtzentrum am König-Heinrich-Platz, die neue Liebfrauenkirche eingeweiht. Ein Jahr später begann die Anlage der Sechs-Seen-Platte im Süden der Stadt. Mehrere neue Museen eröffneten in den nächsten Jahren: das neu erbaute Wilhelm-Lehmbruck-Museum 1964, 1969 das Niederrheinische Museum, 1974 das Schifffahrtsmuseum. Ebenfalls 1969 wurde das Autobahnkreuz Duisburg-Kaiserberg dem Verkehr übergeben.
Im Zuge der Universitätsneugründungen der 1960er Jahre wurde 1968 eine Pädagogische Hochschule eröffnet, die aus der in Essen-Kettwig hervor- und gleich in die Pädagogische Hochschule Ruhr aufging. Die Gesamthochschule Duisburg wurde aus dieser Lehrerbildungsstätte und einer Fachhochschule 1972 gegründet. 1980 wurde daraus eine Universität, die seit 1994 Gerhard-Mercator-Universität hieß. 2002 folgte die aufwandsenkende Fusion mit der Universität Essen.
1975 wurden die Orte Walsum, Homberg, Rheinhausen, Rumeln-Kaldenhausen und Baerl eingemeindet. Gegen Pläne der Landesregierung, die Städte Moers, Kamp-Lintfort, Rheinberg-Baerl, Neukirchen-Vluyn und Kapellen einzugemeinden, wodurch Duisburg eine Einwohnerzahl von weit über 700.000 erreicht hätte, konnten sich die betroffenen Städte erfolgreich zur Wehr setzen. Der erste Höhepunkt der Stahlkrise, die im Jahre 1975 ihren Anfang genommen hat, war 1977. Seit 1974 sank die Rohstahlerzeugung von 32,2 Millionen Tonnen auf 21,5 Millionen. Die Krise hatte weite Teile des Ruhrgebiets erfasst. Im produzierenden Gewerbe gingen 200.000 Arbeitsplätze im Ruhrgebiet verloren. 1977 wurde zudem das 1. Haushaltssicherungskonzept veröffentlicht. Am 17. Januar 1979 wurde zum ersten Mal in Duisburg und weiten Teilen des Ruhrgebiets Smogalarm ausgelöst.
Der erste Tatort mit Horst Schimanski wurde 1981 ausgestrahlt. Revierweite Proteste der Stahlarbeiter gegen Schließungs- und Entlassungsabsichten der Stahlunternehmen im Ruhrgebiet gab es 1982. Krupp legte in diesem Jahr das Walzwerk in Duisburg-Rheinhausen still. In Duisburg und anderen Städten des westlichen Ruhrgebiets wurde im Januar 1985 die höchste Smogalarm-Stufe ausgelöst. Günter Wallraffs Buch „Ganz unten“ erschien im selben Jahr auf dem Markt. 1987 beabsichtigte Krupp die Schließung des Kruppschen Hüttenwerks, langanhaltende Proteste der Arbeitnehmer unter anderem auf der Brücke der Solidarität waren die Folge. 1989 richtete Duisburg die XV. Sommer-Universiade aus.
1990 entstanden Pläne zur Umnutzung des Duisburger Innenhafens. Im Rahmen der Internationalen Bauausstellung Emscher Park entstand ein neuer Stadtteil am Wasser nördlich der Altstadt. Im gleichen Jahr startete Radio Duisburg als erstes lokales Privatradio in Nordrhein-Westfalen. Der Duisburger Hafen erhielt 1991 als Erster in Europa eine Freihandelszone und feierte sein 275-jähriges Hafenjubiläum. Ein Jahr später eröffnete die Duisburger Stadtbahn. 1997 wurde der 250 m hohe Kamin der einstigen Fina-Raffinerie Duisburg abgetragen. Das neue jüdische Gemeindezentrum mit Synagoge am Innenhafen wurde 1999 eröffnet.
Am 18. Juli 2004 war Duisburg von einem Tornado betroffen, der im Hafen zwei Ladekräne umwarf, das Stadttheater abdeckte und weitere Schäden anrichtete. 2004 wurde die Bürgerstiftung Duisburg gegründet. Eine Mehrheit im Stadtrat lehnte am 29. Juni 2005 den Bau eines überregionalen Einkaufszentrum ab. Duisburg war in dem Jahr Austragungsort der World Games, der Weltspiele der nichtolympischen Sportarten. Der erste lokale kommerzielle Fernsehsender in NRW ging am 20. März 2006 mit Studio 47 – Stadtfernsehen Duisburg auf Sendung. Am 1. Februar 2007 wurde das neue WDR-Studio Duisburg in der Schifferstraße in Duisburg-Kasslerfeld eröffnet. Nach dem Unglück bei der Loveparade 2010 starben am 24. Juli und an den darauf folgenden Tagen in Krankenhäusern insgesamt 21 Menschen. Infolgedessen wurde der damalige Oberbürgermeister Adolf Sauerland am 12. Februar 2012 in einem bis dahin einmaligen Abwahlverfahren des Amtes enthoben. Sein Nachfolger wurde der Sozialdemokrat Sören Link.

## Sprache und Dialekt
Die alten Duisburger Mundarten basieren auf den Sprachen der frühen Franken. Ab dem 3. Jahrhundert expandierten fränkische Stämme vom rechten Niederrhein nach Süden und Westen über den Rhein in die zum Teil von Römern und Galloromanen besiedelten Gebiete. Einer der ersten salfränkischen Könige, genannt Chlodio, residierte im 5. Jahrhundert in Dispargum Castrum, das möglicherweise mit Duisburg gleichzusetzen ist. Die am Niederrhein heute gesprochenen Mundarten sind auf die Sprache dieser frühen Franken zurückzuführen, wobei die Benrather Linie (maache-maake-Grenze) das Mittelfränkische vom Niederfränkischen trennt.

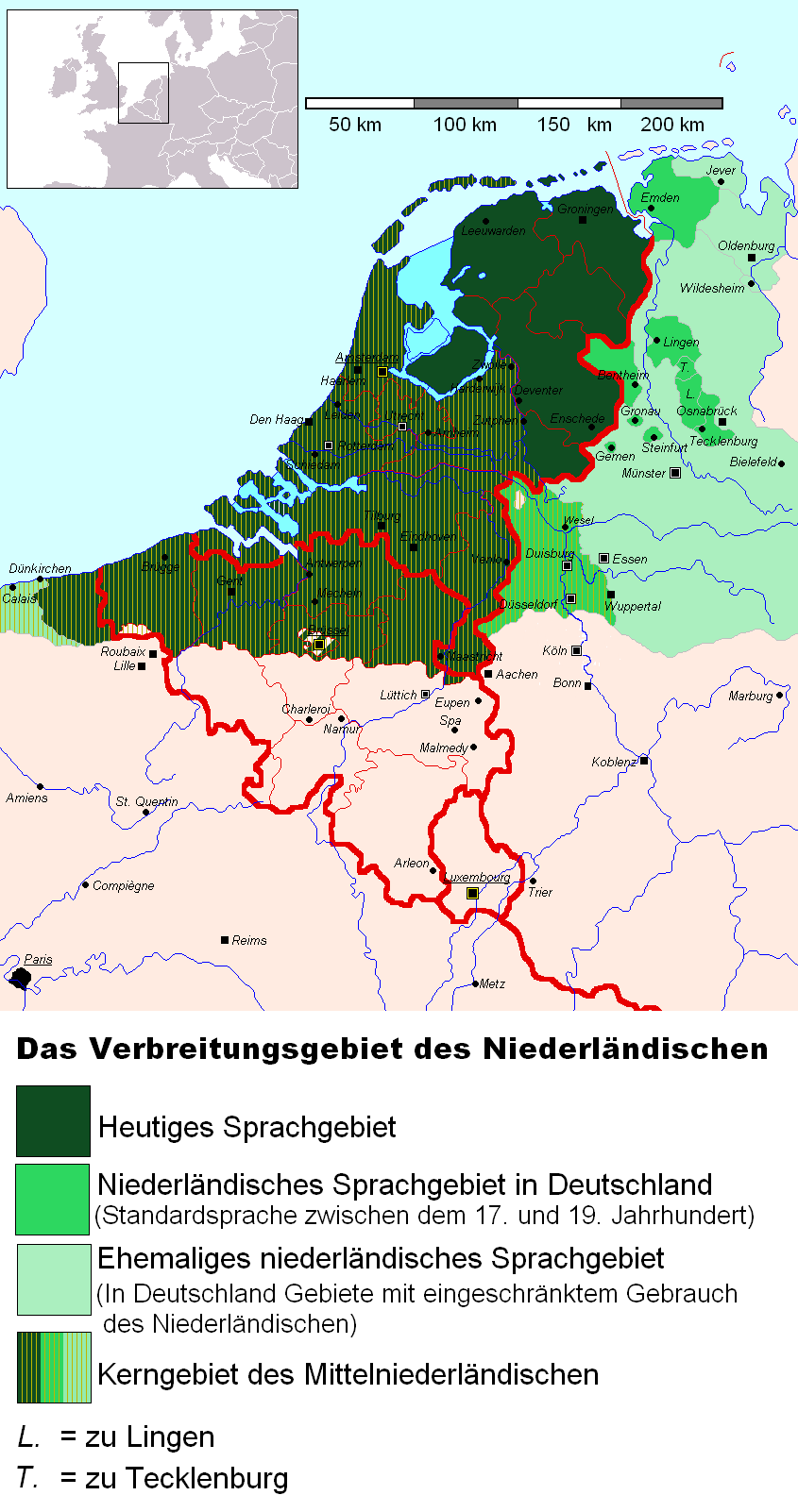
Verbreitungsgebiet des Niederländischen

Eine weitere Mundartgrenze, die Uerdinger Linie trennt die „isch“-Sprecher des Limburgischen von den „ek“-Sprechern (u. a. in Duisburg) des Nordniederfränkischen (auch Kleverländisch genannt), das etwa beim Krefelder Ortsteil Hüls (mit Hölsch Plott) beginnt und beiderseits des Niederrheines bis Kleve-Emmerich gesprochen wird.
Im 12. Jahrhundert kam an Rhein und Maas eine Schrift- und Kanzleisprache auf, das heute so bezeichnete Rhein-Maasländische, das Latein als Schriftsprache allmählich ablöste. Etwa mit den Jahren 1377/78 setzt sich diese niederrheinische Form als Amtssprache in den Urkunden und Stadtrechnungen auch in Duisburg durch.
Bis etwa zur Mitte des 20. Jahrhunderts sprach ein großer Teil der Bevölkerung im Raume Duisburg niederrheinische Mundarten, die Gemeinsamkeiten zu niederländischen Dialekten ausweisen und gemeinsam mit diesen, neben dem Niederdeutschen und dem Hochdeutschen, die dritte historische Ausgangsvariante für die heutige deutsche Sprache darstellen.
Im alten Duisburg, wie in Ruhrort, Meiderich, Hamborn und den anderen rechts- wie linksrheinisch liegenden Stadtteilen, entstanden eigenständige Ortsdialekte. Noch heute werden diese von Vereinen und Heimatdichtern am Leben gehalten; die Ortsteil-Dialekte wurden in den letzten Jahren im täglichen Gebrauch aber nach und nach durch eine „neue“ Umgangssprache ersetzt, manchmal als Ruhrgebiets-Deutsch bezeichnet, von Sprachwissenschaftlern Regiolekt genannt.
In seinen „Studien zur niederrheinschen Dialektgeographie in den Kreisen Rees, Dinslaken, Hamborn, Mülheim, Duisburg“ stellt der Sprachwissenschaftler Heinrich Neuse die alten Duisburger Ortsdialekte an der Wende zum 20. Jahrhundert dar.
Die Duisburger Variante des Ruhrdeutschen unterscheidet sich von den westfälischen Varianten im Osten des Ruhrgebiets (zum Beispiel Bochum, Dortmund) in Intonation, Aussprache und Wortschatz. Während beispielsweise die Dortmunder Umgangssprache unter dem Einfluss des westfälischen Substrats steht, zeigt die Duisburger Umgangssprache heute noch viele Züge der alten niederrheinischen Mundarten. Allerdings wird in den Medien oft fälschlicherweise nicht der Duisburger Akzent repräsentiert, sondern durch den des östlichen Ruhrgebiets ersetzt.

### Allgemeindarstellungen
- Heinrich Averdunk, Geschichte der Stadt Duisburg bis zur endgültigen Vereinigung mit dem Hause Hohenzollern (1666); Duisburg 1894
- ders. u. Walter Ring, Geschichte der Stadt Duisburg, Essen 1927; 2. Aufl. Ratingen 1949
- Jan-Pieter Barbian (Hg.), Eberhard Kröger und Manfred Komorowski (Bearb.): Duisburg-Bibliographie : Verzeichnis der Schriften zu Duisburg für den Zeitraum 1987 bis 2001. 1. Aufl., Essen 2004. ISBN 3-89861-306-2
- August Christian Borheck, Versuch einer Geschichte der Stadt Duisburg am Rhein, Nachdruck der Ausgabe Duisburg 1800, Duisburg, 1976, ISBN 3-87096-130-9
- Liselotte Cremer u. a. (Bearb.): Duisburg. Auswahlverzeichnis aus den Beständen des Stadtarchivs und der Stadtbibliothek; Duisburg 1983, ISBN 3-923576-02-1
- Evangelische Kirche in Duisburg; Duisburg (?) 1950
- Ludger Heid u. a.: Kleine Geschichte der Stadt Duisburg. Von den Anfängen bis zu den 80er Jahren; 4. unveränd. Aufl., Duisburg 1996, ISBN 3-87096-170-8
- Günter von Roden, Geschichte der Stadt Duisburg, 2 Bde.; Bd. 1: Das alte Duisburg von den Anfängen bis 1905, 5. Aufl., Duisburg 1980; Bd. 2: Die Ortsteile von den Anfängen. Die Gesamtstadt seit 1905, 2. verbess. Aufl., Duisburg 1979
- Rheinisches Städtebuch; Band III 3. Teilband aus „Deutsches Städtebuch. Handbuch städtischer Geschichte – Im Auftrage der Arbeitsgemeinschaft der historischen Kommissionen und mit Unterstützung des Deutschen Städtetages, des Deutschen Städtebundes und des Deutschen Gemeindetages“, hrsg. von Erich Keyser, Stuttgart, 1956
- Gerd Brouwer, Duisburg – gestern und heute; Duisburg 1969
- Hermann Freytag u. Otto Most, Duisburg; Berlin 1937
- Generalverkehrsplan Duisburg, 2 Bde.; hg. v. d. Stadt Duisburg; Duisburg 1963
- Wilhelm Meyer-Markau, Heimatluft. Duisburger Geschichten; Faksimile der Erstausgabe von 1907, Duisburg 1982
- Joseph Milz u. a., Duisburg; München 1980
- Carl Rothe: Die Stadt Montan; hg. v. d. Mercator-Gesellschaft Duisburg; Duisburg 1954
- Zwölf Jahre Duisburg 1950–1962; hg. v. d. Stadt Duisburg; Duisburg 1963
- Arend Mihm, Die Chronik des Johann Wassenberch, Duisburg 1981, ISBN 3-87463-095-1
- Heike Hawicks / Ingo Runde, Dispargum – Duisburg. Stand und Probleme der Forschung, in: Dispargum. Jahresberichte der Duisburger Stadtarchäologie 1, Duisburg 2017, S. 9–21.

### Themen der Verwaltung
- Hermann Waterkamp, Die Bevölkerung von Duisburg. Ihr Werdegang und ihre Zusammensetzung, aus der Reihe „Volkstum im Ruhrgebiet“, Essen 1941
- Lotte Adolphs, Lehrerverhalten im 19. Jahrhundert. Duisburger Lehrer zwischen Gehorsam und Selbstbestimmung; in: DuF 23, 44–105
- Albert Bakker, Die Niederländischen Kirchen in Duisburg und Ruhrort; in: DuF 17, 47–52
- Henning van den Brink, Wohnungslosigkeit. Ein verdrängtes Phänomen am Rand der Gesellschaft; (Duisburger Beiträge zur soziologischen Forschung 7/2004); Duisburg 2004 (online)
- Reinhard Bulitz, Die „Gleichschaltung“ der Gewerkschaften. Die Ereignisse um den 2. Mai 1933 in Duisburg. Berichte und Dokumente Duisburg; hg. v. d. IG Metall, 1983
- Josef Dransfeld, Zur kirchlichen Integration der polnischen Zuwanderer im Duisburger Raum bis 1914; Duisburg 1977
- Ghettos oder ethnische Kolonie? Entwicklungschancen von Stadtteilen mit hohem Zuwandereranteil; hg. v. d. Forschungsinstitut der Friedrich-Ebert-Stiftung, Abt. Arbeit und Sozialpolitik; (= Gesprächskreis Arbeit und Soziales 85); Bonn 1998, ISBN 3-86077-725-4 (online)
- Gemeindeordnungen der evangelischen Gemeinde Duisburg; [Duisburg] 1910
- Gemeinde-Ordnungen der evangelischen Gemeinde zu Duisburg; Duisburg 1913
- Eberhard Grunsky, Vier Siedlungen in Duisburg 1925–1930; (=Technische Denkmale, Arbeitsheft 12); hg. v. Landeskonservator Rheinland; Köln 1975
- Handbuch der evangelischen Gemeinden der Synode Duisburg; Dortmund 1950
- Heike Hawicks, Situativer Pergament- und Papiergebrauch im späten Mittelalter. Eine Fallstudie anhand der Bestände des Stadtarchivs Duisburg und des Universitätsarchivs Heidelberg, in: Papier im mittelalterlichen Europa. Herstellung und Gebrauch (Materiale Textkulturen 7), hrsg. von Carla Meyer / Bernd Schneidmüller / Sandra Schultz, Berlin / New York 2014, S. 217–250
- Heike Hawicks, Stadtrechtsbeziehungen am Niederrhein, das Duisburger Stadtrecht von 1518 und die Vereinheitlichung des Rechts durch den Landesherrn im 16. Jahrhundert, in: Stadtrechte und Stadtrechtsreformationen (Schriftenreihe des Deutschen Rechtswörterbuchs / Akademiekonferenzen 32), hrsg. von Andreas Deutsch, Heidelberg 2021, S. 357–398
- Heike Hawicks, Untersuchungen zur situativen Variation spätmittelalterlicher Schreibsprachen. Dargestellt am Vokalismus des Duisburger Stadtschreibers Jacob Ludger, Duisburg 1994 (doi:10.17185/duepublico/70733)
- W. Holtmann, Festschrift zum Goldenen Jubiläum des Kath.Gesellen-Vereins Duisburg a. Rh.; Duisburg 1927
- Rudolf Löhr, Duisburger Konsistorialakten; in: Duisburger Forschungen 4 (1961), 208f.
- Arend Mihm, Vom Dingprotokoll zum Zwölftafelgesetz. Verschriftlichungsstufen städtischer Rechtstradition, in: Arend Mihm, Sprachwandel im Spiegel der Schriftlichkeit: Studien zum Zeugniswert der historischen Schreibsprachen des 11. bis 17. Jahrhunderts, hg. von Michael Elmentaler, Frankfurt a. M. 2007, S. 321–348
- Arend Mihm / Michael Elmentaler, Das Duisburger Stadtrecht 1518, Duisburg 1990
- Arend Mihm / Margret Mihm, Mittelalterliche Stadtrechnungen im historischen Prozess: Die älteste Duisburger Überlieferung (1348-1449), 2 Bände, Köln [u. a.] 2007–2008
- Carl Niessen, Eigenes Opernschaffen in Duisburg; Duisburg 1958
- Wilhelm Rotscheidt, Geschichte der französisch-reformierten Gemeinde zu Duisburg; (=Schriften des Duisburger Museumsvereins 6); Duisburg o. J.
- Ingo Runde, Die Duisburger Stadtrechnungen von 1348/49 bis 1407. Ansätze zu einer interdisziplinären Quellenauswertung, in: Annalen des Historischen Vereins für den Niederrhein, Band 200, 1997, S. 39–74.
- Walter Schmidt, Verzeichnis der Duisburger Pfarrer(1538-1936); zusammengestellt v. Walter Schmidt, [Duisburg (ca.) 1936]
- Egon Verheyen, Bau- und Kunstdenkmäler in Duisburg; (=DuF, Beih. 7); Duisburg 1966
- C. Wrampelmeyer, Geschichte der kleineren evangelischen (luth.) Gemeinde zu Duisburg, Duisburg; o. J. [c.a. 1887]
- Carl Wilkes (Hrsg.): Inventar des Archivs der evangelischen Gemeinde Duisburg (=Inventare nichtstaatlicher Archive der Rheinprovinz 1); Unter Mitarb. v. Walter Schmidt bearb. v. Carl Wilkes; Duisburg 1941
- Steffen Zdun, Russlanddeutsche und die Polizei in Duisburg. Zum Vertrauen russlanddeutscher Spätaussiedler in die Polizei; (Duisburger Beiträge zur soziologischen Forschung 1/2004); Duisburg 2004 (online)
- Joseph Milz, Alltagsleben im mittelalterlichen Duisburg, in: DuF 45, 2000, S. 25–37
- Joseph Milz, Siegel und Wappen der alten Duisburger Schöffenfamilien im 13. und 14. Jahrhundert, in: DuF 23, 1976, S. 12–22
- Joseph Milz, Das Kloster Duissern nach seiner Umsiedlung nach Duisburg, in: DuF 23, 1976, S. 23–43
- Joseph Milz, Untersuchungen zur Baugeschichte der Marienkirche zu Duisburg, in: DuF 27, 1979, S. 21–27
- Johann Hildebrand Withof: Die Chronik der Stadt Duisburg, von den Anfängen bis zum Jahre 1742, Netphen 2008, ISBN 978-3-8370-2530-9
- Wochentliche duisburgische auf das Interesse der Commercien, der clevischen, geldrischen, moers- und märckischen, auch umliegenden Landes Orten, eingerichtete Adresse- und Intelligentz-Zettel : woraus zu ersehen: was an beweg- und unbeweglichen Gütern zu kauffen und zu verkauffen, imgleichen was für Sachen zu verleyhen, zu lehnen, zu verspielen und zu verpachten vorkommen, verlohren, gefunden oder gestohlen worden, so dann Persohnen, welche etc. – Duisburg, 1732–1767. urn:nbn:de:hbz:061:1-11143
- Wöchentliche duisburgische Anzeigen. – Duisburg, 1768–1775. urn:nbn:de:hbz:061:1-13761

### Corputius-Plan von 1566
- Duisburg im Jahre 1566 (Veriss. ex actiss. q. topographia Duisburgi urbis antiquiss. veter. Francor. regiae atq. etiam ipsiss. eiusdem ad vivu effigiesi ita ut nihil desit), Stadtplan, Verlag für Wirtschaft und Kultur Renckhoff Duisburg 1964
- Duisburg im Jahre 1566: der Stadtplan des Johannes Corputius (= Duisburger Forschungen 40), bearb. von Joseph Milz / Günter von Roden, Duisburg 1993. ISBN 3-87096-051-5
- Der Duisburger Stadtplan des Johannes Corputius von 1566, Multimedia-CD-Rom, hrsg. von der Gerhard-Mercator-Gesellschaft e.V., Duisburg 2002 (online); Literatur dazu: Heike Hawicks, Der Duisburger Stadtplan des Johannes Corputius von 1566. Vom frühneuzeitlichen „Werbeprospekt“ zur modernen Multimedia-CD-Rom, in: Duisburger Forschungen 51, 2004, S. 225–234.
- Joseph Milz: Der Duisburger Stadtplan des Johannes Corputius und seine Vermessungsgrundlagen. in DuF 45, 2000, S. 1–23.

### Universitäten
Alte Universität:
- Dieter Geuenich, Irmgard Hantsche (Hrsg.): Zur Geschichte der Universität Duisburg 1655–1818 (= Duisburger Forschungen, Bd. 53). Mercator-Verlag, Duisburg 2007, ISBN 978-3-87463-406-0.
- Walter Ring: Geschichte der Universität Duisburg. Selbstverlag der Stadtverwaltung, Duisburg 1920.
- Günter von Roden: Die Universität Duisburg. Mit einem Beitrag „Der Plan einer Universitätsgründung in Duisburg“ von Hubert Jedin (= Duisburger Forschungen, Bd. 12). Braun, Duisburg 1968.

Neugründung:
- Klaus Bussmann, Holger Heith: Chronik der ersten 25 Lebensjahre der Gerhard-Mercator-Universität/GH Duisburg, die als Gesamthochschule Duisburg das Licht der Welt erblickte, 1972–1997. Selbstverlag der Universität, Duisburg 1997, ISBN 3-00-001433-0.
- Helmut Schrey: Die Universität Duisburg. Geschichte und Gegenwart. Traditionen, Personen, Probleme. Braun, Duisburg 1982, ISBN 3-87096-166-X.